# Cassytha pedicellosa
Cassytha pedicellosa là loài thực vật có hoa trong họ Nguyệt quế. Loài này được J.Z.Weber miêu tả khoa học đầu tiên năm 1981.